# MLB石橋貴明スタジアム
『MLB石橋貴明スタジアム』（えむえるびーいしばしたかあきスタジアム）は、ABEMAとSPOTV NOWが2022年4月30日より毎月最終土曜に配信を開始した、石橋貴明（とんねるず）がメインキャスターをつとめるMLBの番組である。

## 番組概要
- ABEMA初のMLB解説番組。
- 2022年MLBレギュラーシーズン公式戦324試合を完全生中継しているABEMAと、「SPOTV NOW」を運営している株式会社LIVE SPORTS MEDIAとの共同制作番組。
- 野球ファンでありMLB(メジャーリーグ）ファンでもある石橋貴明が、マンスリーでMLBの情報を届ける番組である。
- 解説のAKI猪瀬と共に、MLBの様々な情報をMLBに詳しくない視聴者にも楽しめるように紹介していく。
- 当番組は月一であるが、それ以外の週は『MLBスタジアム』（メインキャスター：パトリック・ハーラン）がオンエアーされている。
- ABEMAビデオで最新回が約1ヵ月無料で視聴できる（#外部リンクから）。

## 出演者

### メインキャスター
- 石橋貴明（とんねるず）

### 解説員
- AKI猪瀬

### MC
- 瀧山あかね(ABEMAアナウンサー）#2 -
- 秋山真凜 #1

### 特派員
- 芳賀佑友

### MLB研修生
- 福田太郎 #5 -

## コーナー
- 「アッと言う間にわかる 今月のMLB」 - 1ヵ月のアメリカンリーグ、ナショナルリーグを振りかえる。
- 「スーパープレー そこ獲る!?そんなに飛ばす!?それ投げる!?」 - AKI猪瀬が選りすぐったスーパープレー集。
- 「月刊AKI砲」 - AKI猪瀬が普段スポーツニュースや新聞では伝えられないMLBネタを紹介する。
- 「今日のシメ!!」 - 石橋貴明がエンディングにフリップで一言。
- 「月刊 Be cool!」 - 一つのプレーに絞ったスーパープレー集。（例.ダブルプレー)
- 「What's up TAKA from MLB」 - 番組の海外取材チームがメジャーリーガーに独自取材。
- 「メジャメジャいい話」- 悲願のメジャーデビューの夢をつかんだ選手たちのエピソードをクイズを交えて紹介。#5